# Robert Johansson (frälsningsofficer)
Robert Valentin Johansson, född 8 januari 1906 i Motala församling, Östergötlands län, död 7 mars 1953 i Södertälje församling i Stockholms län, var en svensk frälsningsofficer och sångare. 
Efter genomgången utbildning vid Frälsningsarméns krigsskola verkade Robert Johansson som frälsningsofficer bland annat vid kårerna i Östhammar, Arboga, Lindesberg, Degerfors, Värnamo, Stockholm VII, Norrköping II, Alingsås, Borlänge och Uppsala. Han gav ut 78-varvarna Armébåten – Den lilla fågelns sång (1943) och Dyre Jesus, du är min (1943) tillsammans med hustrun. Låten Den lilla fågelns sång, som Robert Johansson är upphovsman till, uppmärksammades i Andliga sånger den 13 september 2015 där både parets insjungning och en senare insjungning av två andra artister spelades.
Robert Johansson gifte sig 1935 med frälsningsofficeren Ingrid Hedlund (1909–1989), som efter att ha blivit änka antog namnet Täljedal tillsammans med barnen Inge-Bert (född 1942) Inga-Maj och Inga-Lill (född 1948). Makarna är begravda på Södertälje kyrkogård.

## Diskografi i urval
- 1943 – Armébåten – Den lilla fågelns sång (78-varvare)
- 1943 – Dyre Jesus, du är min (78-varvare)